# Hypocanthidium globulum
Hypocanthidium globulum là một loài bọ cánh cứng trong họ Bọ hung (Scarabaeidae).